# General Dynamics
General Dynamics Corporation (GD) је америчка компанија за ваздухопловство и одбрану са седиштем у Рестону у Вирџинији . Од 2020. године, био је пети највећи одбрамбени извођач на свету по продаји оружја и пети у Сједињеним Државама по укупној продаји.  Компанија је на листи Фортуне 100 и била је рангирана на броју 94 у 2022. 
Основана 1954. спајањем произвођача подморница Electric Boat и произвођача авиона Canadair,  корпорација се данас састоји од десет подружница које послују у 45 земаља. Производи компаније укључују пословне авионе Gulfstream, нуклеарне подморнице класе Вирџинија и Колумбија, разараче навођених пројектила класе Арли Берк, тенкове М1 Абрамс и оклопна борбена возила Страјкер .
У 2022. години, General Dinamics је имао продају широм света од 39,4 милијарде долара и радну снагу од око 106.500 стално запослених.  Тренутни председник и главни извршни директор (ЦЕО) је Фиби Новаковић.